# Pothyne philippinica
Pothyne philippinica là một loài bọ cánh cứng trong họ Cerambycidae.